# 矽化鈉
矽化鈉（NaSi, Na4Si4）是坚硬的黑色或灰色结晶材料。
矽化鈉与水反应产生气态氢和硅酸钠。这是个放热反应(~175 kJ/mol)
2 NaSi + 5 H2O → 5 H2 + Na2Si2O5
在氢技术，该反应用来产生氢气。